# Condado de Haldimand
O Condado de Haldimand é uma municipalidade - e não um condado - da província canadense de Ontário. Sua área é de 1 252,37 quilômetros quadrados, sua população é de 43 728 habitantes e sua densidade demográfica é de 34,9 hab/km quadrado.